# Maman la plus belle du monde

Maman la plus belle du monde est une célèbre chanson de Fernand Bonifay interprétée principalement par Luis Mariano et Tino Rossi (1958). Il s'agit d'une adaptation d'une chanson italienne de Marino Marini, La più bella del mondo (1957). 
Une version de Luis Mariano est utilisée dans le film Le Huitième Jour, réalisé par Jaco Van Dormael et sorti en 1996, ainsi que dans le film J'ai tué ma mère de Xavier Dolan sorti en 2009.
Autres interprètes :
- Mathé Altéry
- Jacques Bélanger (Québec, 1963)
- Fernand Bonifay
- Maria Candido
- André Claveau
- Dalida
- Karen Cheryl
- Yvette Giraud
- Georgette Plana
- Jean Raphaël
- Tino Rossi
- Henri Salvador
- Michèle Torr
- Vincent Niclo
- Claudy Largen
- Mannick